# Mezinárodní letiště Hartsfield-Jackson Atlanta
Mezinárodní letiště Hartsfield-Jackson Atlanta (IATA: ATL, ICAO: KATL, FAA LID: ATL), anglicky Hartsfield–Jackson Atlanta International Airport, či letiště Atlanta leží 11 km jižně od středu města Atlanta ve státě Georgie, USA. Je řazeno mezi největší letiště světa. Podle statistik je nejrušnějším na světě neustále od roku 1999 co do počtu cestujících, od roku 2005 i co do počtu pohybů.

## Historie

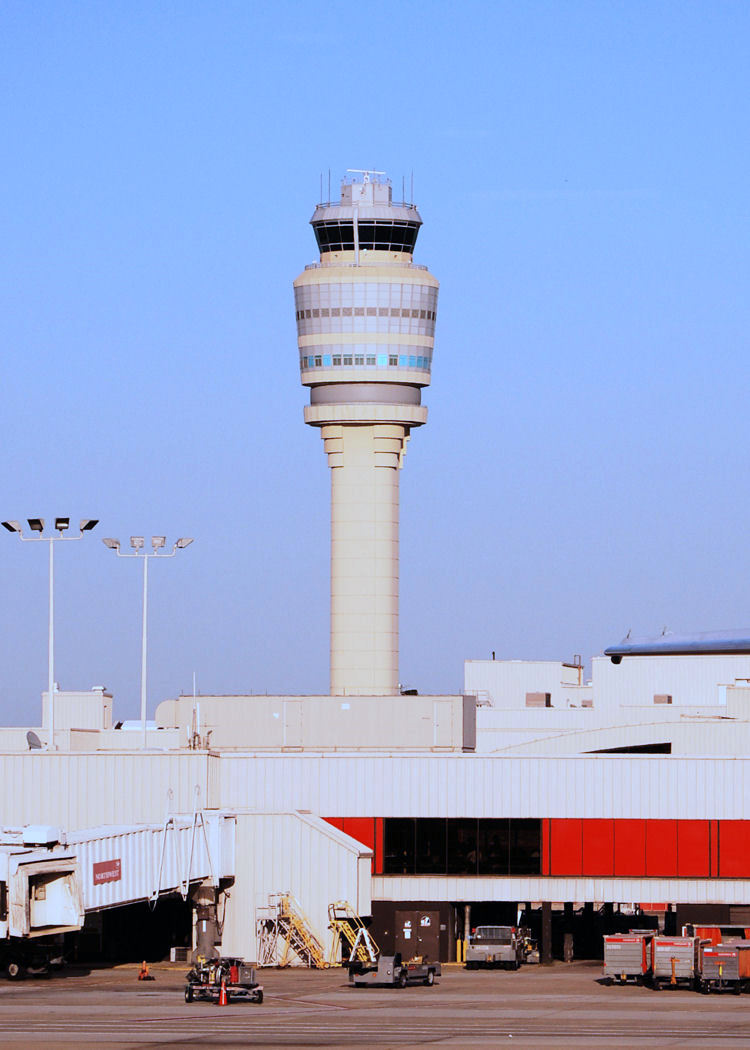
Řídící věž

Letiště bylo založeno roku 1925 z podnětu primátora W. Simse, v roce 1930 odbavilo denně 16 letů a bylo na třetím místě za letišti v New Yorku a Chicagu. V letech 1940–1945 sloužilo i jako vojenské letiště a jeho plocha se zdvojnásobila. Roku 1948 prošlo provizorní odbavovací budovou milion cestujících, ale teprve roku 1956 se otevřela první mezinárodní linka do Montrealu. Roku 1980 byl otevřen nový terminál pro až 55 milionů cestujících na ploše 23 ha a dostal jméno podle primátora W. B. Hartsfielda. Pátá ranvej zvýšila kapacitu letiště ze 184 na 237 pohybů za hodinu a roku 2003 byl název rozšířen o jméno zemřelého primátora Jacksona. Do roku 2015 se kapacita letiště zvýšila na plánovaných 121 milionu cestujících ročně.

## Popis

Mapa letiště s runwayemi a terminály

Letiště má řídící věž vysokou 121 m a pět paralelních betonových ranvejí ve směru západ-východ (09/27), mezi nimiž leží odbavovací část. Tu tvoří hlavní odbavovací budova na západním konci a nová mezinárodní odbavovací hala na východním konci. Mezi nimi je šest nástupních hal (concourse) v řadě za sebou a kolmých k ose letiště. Haly T a A až D slouží pro vnitrostátní lety, kdežto nejvýchodnější haly E a F výhradně pro mezinárodní lety. Jsou spojeny podzemní chodbou a bezplatným automatickým vlakem se stanicemi pod každou z hal. Všechny haly dohromady mají 207 odbavovacích východů (gates).
Letiště je hlavním sídlem společnosti Delta Air Lines, která přepravuje asi 60 % cestujících a má zde i své technické středisko. Dalšími významnými společnostmi jsou Southwest Airlines a Atlantic Southeast Airlines. K letišti přiléhají administrativní budovy, hotely a parkovací domy. Letiště zaměstnává přes 55 tisíc lidí a je největším zaměstnavatelem ve státě Georgie.

## Objem přepravy

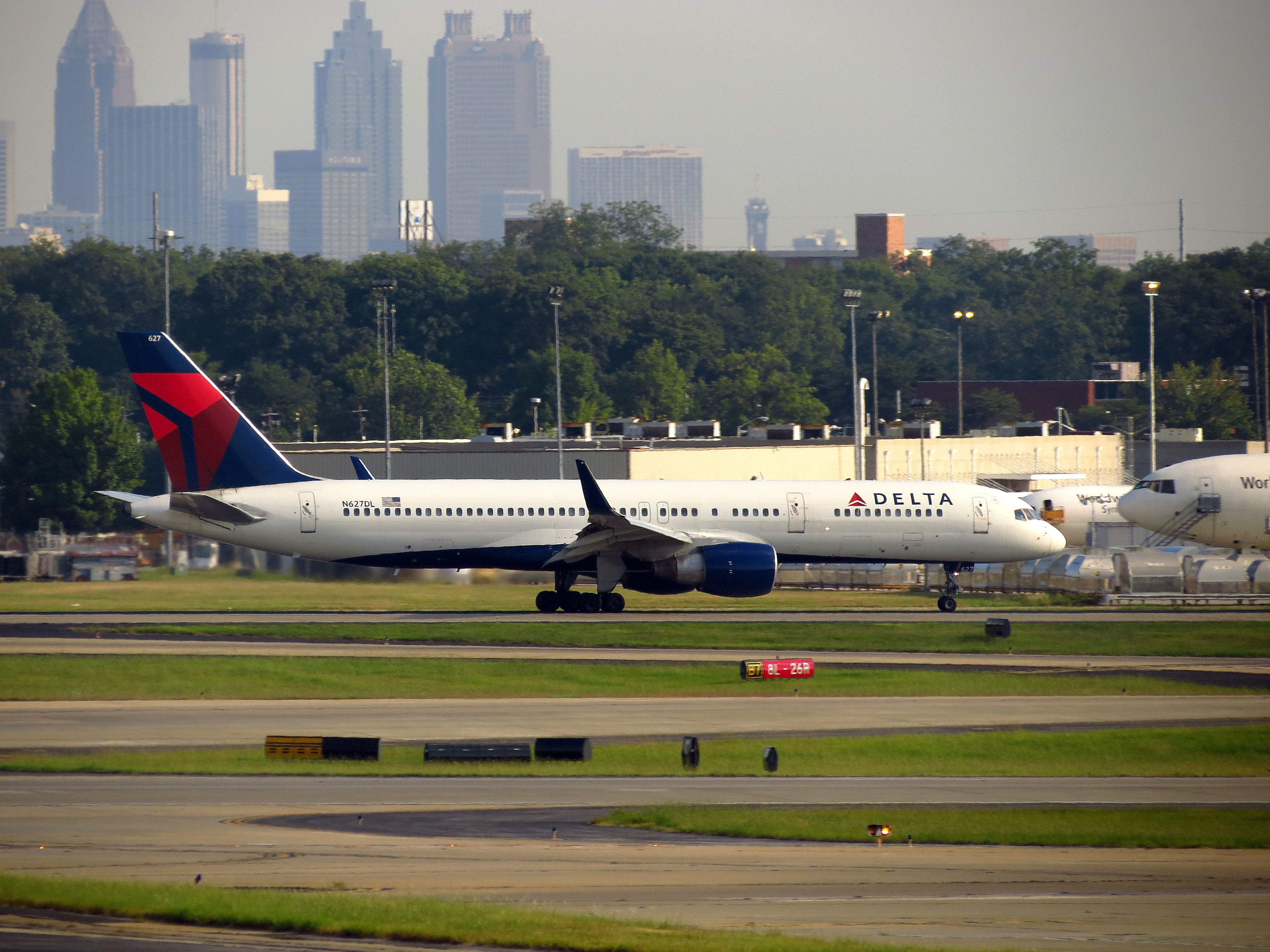
Boeing 757-200 společnosti Delta Airlines a mrakodrapy města Atlanta v pozadí.

Podle údajů bylo letiště od roku 1998 nejrušnějším na světě, co do počtu přepravených pasažérů. Za rok 2017 jím prošlo 103 902 992 cestujících, meziroční pokles byl 0,26 %. Druhé bylo v roce 2013 mezinárodní Letiště Peking (PEK) a na třetím místě letiště London Heathrow (LHR). Počet pohybů v roce 2017 dosáhl 879 560 a byl také největší na světě. Na druhém místě bylo v roce 2013 letiště O'Hare International Airport v Chicagu a na třetím Dallas/Fort Worth International Airport. V roce 2020 bylo letiště po 22 letech sesazeno z první příčky žebříčku nejrušnějších letišť podle počtu odbavených cestujících. Nejrušnějším letištěm podle počtu odbavených cestujících se stalo mezinárodní letiště Kanton Paj-jün.
Z Prahy do Atlanty létala během letní letecké sezóny Delta Air Lines, která má v Atlantě svoji hlavní základnu.

## Služby
Letiště poskytuje cestujícím nejrůznější služby: restaurace, obchody, parkoviště a půjčovny aut, úschovu zavazadel, ztráty a nálezy, bankomaty a směnárny. Je zde i celnice a policejní stanice a dětem je k dispozici dětský koutek. Za poplatek je možné využít bezdrátové připojení k internetu. Na letišti se nachází také pošta a zdravotní středisko. K dispozici jsou také stání pro dlouhodobé i krátkodobé parkování.

## Doprava
Obsluhu letiště hromadnou městskou dopravou obstarává společnost MARTA. V hlavní odbavovací budově letiště se nachází konečná stanice metra spojující jej s městem Atlanta. „Zlatá linka“ (Golden line) jede přímo do středu města. V roce 2015 stála jednoduchá jízdenka 2,50 USD. K dispozici je i autobusové spojení, na letišti staví například dálkové autobusy společnosti Greyhound Lines.